# سافو (فیلم)
«سافو» (انگلیسی: Sappho)) یک فیلم است که در سال ۱۹۲۱ منتشر شد. از بازیگران آن می‌توان به پولا نگری و آلفرد ابل اشاره کرد.